# Thelymitra carnea
Thelymitra carnea là một loài thực vật có hoa trong họ Lan. Loài này được R.Br. miêu tả khoa học đầu tiên năm 1810.